# Lasioglossum atopophlebum
Lasioglossum atopophlebum är en biart som först beskrevs av Cockerell 1937.  Lasioglossum atopophlebum ingår i släktet smalbin, och familjen vägbin. Inga underarter finns listade i Catalogue of Life.